# Dev Patel
Dev Patel (em gujarati: દેવ પટેલ; romaniz.: Dēva Paţēla; /ˈdɛv pəˈtɛl/; nascido em Harrow, Londres, Inglaterra, Reino Unido, em 23 de abril de 1990) é um ator, britânico, indicado ao Óscar de melhor ator secundário pelo filme Lion, em 2017. é um ator, diretor, roteirista  e produtor britânico. Ele recebeu diversos prêmios, incluindo um BAFTA e indicações para um Oscar e dois Prêmios Globo de Ouro. Patel foi incluído na lista da Time das 100 pessoas mais influentes do mundo em 2024.. Seu primeiro papel foi na série britânica Skins no papel de Anwar Kharral, mas ganhou reconhecimento após interpretar Jamal Malik no filme Slumdog Millionaire, vencedor de oito Oscars em 2009. Em 2010, atuou no filme The Last Airbender, a primeira adaptação da série Avatar: The Last Airbender em live-action, em que interpreta o vilão Zuko; e, em 2012, foi um dos protagonistas da comédia dramática The Best Exotic Marigold Hotel. Em 2015 foi protagonista de Chappie.
Patel começou sua carreira interpretando Anwar Kharral na série de drama adolescente da E4, Skins (2007). Seu papel de revelação no filme de drama de Danny Boyle, Slumdog Millionaire (2008) garantiu uma indicação à Patel no BAFTA de melhor ator em cinema. Sua carreira expandiu com papéis principais nas comédias dramáticas The Best Exotic Marigold Hotel (2011) e The Second Best Exotic Marigold Hotel (2015), no suspense de ficção científica Chappie (2015), e um papel como ator coadjuvante na série da HBO, The Newsroom (2012–2014).
Pela sua performance como Saroo Brierley no drama Lion (2016), Patel venceu o BAFTA de melhor ator coadjuvante em cinema e foi indicado ao Oscar de melhor ator coadjuvante. Subsequentemente ele estreou nos filmes independentes Hotel Mumbai (2018), The Personal History of David Copperfield (2019) and The Green Knight (2021), e fez sua estreia como diretor no filme de ação Monkey Man (2024).

## Começo da vida e educação
Dev Patel nasceu em 23 de abril de 1990 em Harrow, em North West London de pais indianos; Anita Patel, uma enfermeira, e Raju Patel, um consultor de TI. Seus pais são gujaratis, ainda que tenham nascido em Nairobi, no Quênia Britânico, onde vive uma diáspora hindu significante. Eles imigraram para o Reino Unido separadamente na adolescência e se conheceram em Londres. Patel cresceu como hindu. Ele fala um pouco de guzerate. Seus ancestrais vieram de Jamnagar e Unjha, no estado indiano de Guzerate.
Quando criança, Patel era fã de filmes de ação depois de escapar pelas escadas e ver cenas de um filme de Bruce Lee na TV dos pais. Patel cresceu no distrito de Rayners Lane, em Harrow e frequentou a Escola Primária de Longfield e o Ensino Médio de Whitmore. Patel teve seu primeiro papel como ator como Sir Andrew Aguecheek na produção escolar de Twelfth Night. No Ensino Médio de Whitmore, ele recebeu um A+ no histórico do GCSE pela sua interpretação de um "retrato escrito por ele mesmo de uma criança no cerco à escola de Beslan." Sua professora de teatro, Niamh Wright, disse: "Dev era um aluno talentoso, que rapidamente me impressionou com sua habilidade inata de comunicar uma grande variedade de personagens de forma imaginativa e criativa. Ele recebeu nota máxima por sua performance no GCSE para uma plateia ao vivo, e o examinador visitante foi às lágrimas por sua representação honesta." Ele completou seus níveis avançados em Educação Física, Biologia, História e Teatro em 2007 na Whitmore High School enquanto trabalhava em Skins.
Patel disse que era "muito energético" quando criança e costumava se meter em problemas por causa disso. Ele começou a treinar na academia de Taekwondo em 2000. Ele competiu regularmente em campeonatos nacionais e internacionais, incluindo o Campeonato Mundial AIMAA (Action International Martial Arts Association) de 2004 em Dublin, onde ganhou uma medalha de bronze. O Campeonato Mundial ocorreu em outubro de 2004, quando ele competiu como faixa vermelha na divisão júnior contra outros faixas vermelha e preta. Ele chegou às semifinais, onde perdeu para um faixa preta irlandês, chamado Niall Fitzmaurice, em "uma luta muito acirrada e difícil" e acabou ganhando uma medalha de bronze. Mais tarde, em março de 2006, ele ganhou a faixa preta 1.º dan.

## Carreira

### 2006-2010: Skins, Quem quer ser um Milionário e O Último Mestre do Ar
m 2006, Patel fez o teste para seu primeiro trabalho como ator, destinado ao personagem Anwar Kharral na série de televisão Skins. A primeira temporada da série foi ao ar em janeiro de 2007, e o ator retornou para a segunda temporada da série, em 2008.
Em 2008, estreou em seu primeiro papel em um filme, no papel de Jamal Malik, em Quem Quer Ser um Milionário?, dirigido por Danny Boyle. O ator passou pelo processo de cinco audições ate conseguir o papel em agosto de 2007. Na trama ele interpreta o personagem principal Jamal. Depois da estreia do filme, teceu uma série de prêmios e aclamações pela sua performance no filme, incluindo o Critics Choice de Melhor Ator Jovem e o SAG de Melhor Elenco em Cinema. O filme ganhou Melhor Filme no Oscar de 2009.
Em julho de 2010, o ator participou da adaptação cinematográfica de O Último Mestre do Ar, dirigido por M. Night Shyamalan, interpretando o personagem Zuko. Apesar do filme ter sido um sucesso de bilheteria, o filme foi um fracasso perante a critica especializada, especialmente pelo fato de terem contratado atores brancos para interpretar os mocinhos, enquanto escolheram atores negros e asiáticos para interpretarem os vilões. Posteriormente ele dublou o seu personagem na versão de video game do filme.
Ainda em 2010, Patel participou do curta-metragem, The Commuter, que foi gravado utilizando a câmera de um Nokia N8, com sete minutos de duração.

### 2011-2017:O Exótico Hotel MarigoldeLion
Em 2012, interpretou Sonny Kapoor no filme O Exótico Hotel Marigold, dirigido por John Madden. Para o papel, o ator teve que se dedicar a aulas de pronúncia para aperfeiçoar o sotaque inglês indiano. Posteriormente, devido ao sucesso de bilheteria e crítica, foi feito uma sequencia O Exótico Hotel Marigold 2 lançado em 2015. Ainda em 2012, o ator participou do filme About Cherry que estreou no Berlin International Film Festival.
Ainda em 2012 o ator participou da serie da HBO, The Newsroom, como o personagem Neal Sampat. A série teve três temporadas lançadas entre 2012 e 2014, e Patel participou de todos os 25 episódios.
Em 2014 o ator participou do filme The Road Within.
Em 2015, além de participar da sequência O Exótico Hotel Marigold 2, Patel protagonizou o filme O Homem Que Viu o Infinito do diretor Matt Brown, e participou do filme Chappie dirigido por Neill Blomkamp.
Em 2016, Patel estrelou o filme Lion, uma adaptação do livro biográfico A Long Way Home de Saroo Brierley, onde Patel interpreta Saroo. O filme foi um sucesso pela crítica, e rendeu a Patel o prêmio Melhor Ator Coadjuvante no BAFTA de 2017. O filme também lhe rendeu a sua primeira indicação ao Oscar na categoria Melhor Ator Coadjuvante e indicações no Globo de Ouro, SAG e Critic's Choice.

### 2018-presente: início como produtor
Em 2018 o ator estrelou no filme O Convidado, dirigido por Michael Winterbottom. Este foi o primeiro filme que o ator também trabalhou como produtor. o filme australiano Atentado ao Hotel Taj Mahal dirigido por Anthony Maras. Ainda em 2018, Patel produziu e dirigiu o seu primeiro curta Home Shopper.
Em 2019 o ator dublou o personagem Naoufel na versão em inglês da animação Perdi o Meu Corpo. No mesmo ano ele estrelou o filme de época A História Pessoal de David Copperfield, que lhe rendeu uma indicação ao Globo de Ouro de 2021 na categoria Melhor Ator em Filme de Comédia ou Musical. Ainda em 2019 o ator participou da série da Amazon, Amor Moderno, que lhe rendeu sua primeira indicação ao Emmy Awards em 2020 na categoria Outstanding Guest Actor in a Comedy Series.
Em julho 2021, Patel estreou no drama de época The Green Knight, que era para ter sido lançado em 2020 entretanto teve que ser adiado devido a crise do Covid-19. Ainda em 2021, deve lançar o curta de animação Roborovski dirigido e escrito por Patel.[carece de fontes?] No mesmo ano, Patel assinou um contrato com a produtora ShivHans Pictures, para produzir e dirigir filmes, sendo a mesma produtora com a qual ele trabalhou em "Atentado ao Hotel Taj Mahal".
Em 2018, foi anunciada a sua estreia como diretor e protagonista no filme Monkey Man. O filme foi concluído em 2021, e teve sua distribuição adquirida pela Netflix por 30 milhões de dólares, com o lançamento em 2022.
O ator também foi inserido no elenco de The Wonderful Story of Henry Sugar, um curta de 37 minutos dirigido por Wes Anderson, exibido no Festival de Veneza de 2023.

## Vida pessoal
Em 2009, Patel começou a namorar Freida Pinto, com quem estrelou em Slumdog Millionaire. Em 10 de dezembro de 2014, o casal anunciou a separação.
Em março de 2017, o ator foi visto de mãos dadas com Tilda Cobham-Hervey. O casal se conheceu durante as filmagens de Hotel Mumbai.

## Filmografia

### Filme
| Ano  | Projeto                                 | Papel                         | Notas             | Diretor | Roteiro | Produtor |
| ---- | --------------------------------------- | ----------------------------- | ----------------- | ------- | ------- | -------- |
| 2008 | Quem Quer Ser um Milionário?            | Jamal                         |                   | Não     | Não     | Não      |
| 2010 | O Último Mestre do Ar                   | Zuko                          |                   | Não     | Não     | Não      |
| 2012 | O Exótico Hotel Marigold                | Sonny Kapoor                  |                   | Não     | Não     | Não      |
| 2012 | About Cherry                            | Andrew                        |                   | Não     | Não     | Não      |
| 2014 | A Estrada Interior                      | Alex                          |                   | Não     | Não     | Não      |
| 2015 | O Exótico Hotel Marigold 2              | Sonny Kapoor                  |                   | Não     | Não     | Não      |
| 2015 | Chappie                                 | Deon Wilson                   |                   | Não     | Não     | Não      |
| 2015 | O Homem que viu o Infinito              | S. Ramanujan                  |                   | Não     | Não     | Não      |
| 2016 | Lion: Uma Jornada para Casa             | Saroo Brierley                |                   | Não     | Não     | Não      |
| 2018 | Hotel Mumbai                            | Arjun                         |                   | Não     | Não     | Sim      |
| 2018 | The Wedding Guest                       | Jay                           |                   | Não     | Não     | Sim      |
| 2019 | Perdi Meu Corpo                         | Naoufel (Voz)                 | Dublagem (Inglês) | Não     | Não     | Não      |
| 2019 | A História Pessoal de David Copperfield | David Copperfield             |                   | Não     | Não     | Não      |
| 2021 | The Green Knight                        | Gawain                        |                   | Não     | Não     | Não      |
| 2023 | The Wonderful Story of Henry Sugar      | Dr. Chatterjee / John Winston |                   | Não     | Não     | Não      |
| 2024 | Monkey Man                              | Kid                           |                   | Sim     | Sim     | Sim      |

### Televisão
| Ano       | Projeto          | Papel           | Notas            |
| --------- | ---------------- | --------------- | ---------------- |
| 2007-2008 | Skins            | Anwar Kharral   | 18 episódios     |
| 2009      | Mister Eleven    | Garçom do Hotel | Episódio 1.1     |
| 2012-2014 | The Newsroom     | Neal Sampat     |                  |
| 2019      | Amor Moderno     | Joshua          | 1 episódio [1x2] |
| 2019      | India From Above | Narrador        | 2 episódios      |

### Vídeo Game
| Ano  | Projeto            | Papel |
| ---- | ------------------ | ----- |
| 2010 | The Last Airbender | Zuko  |